# معابد باستانی یونان

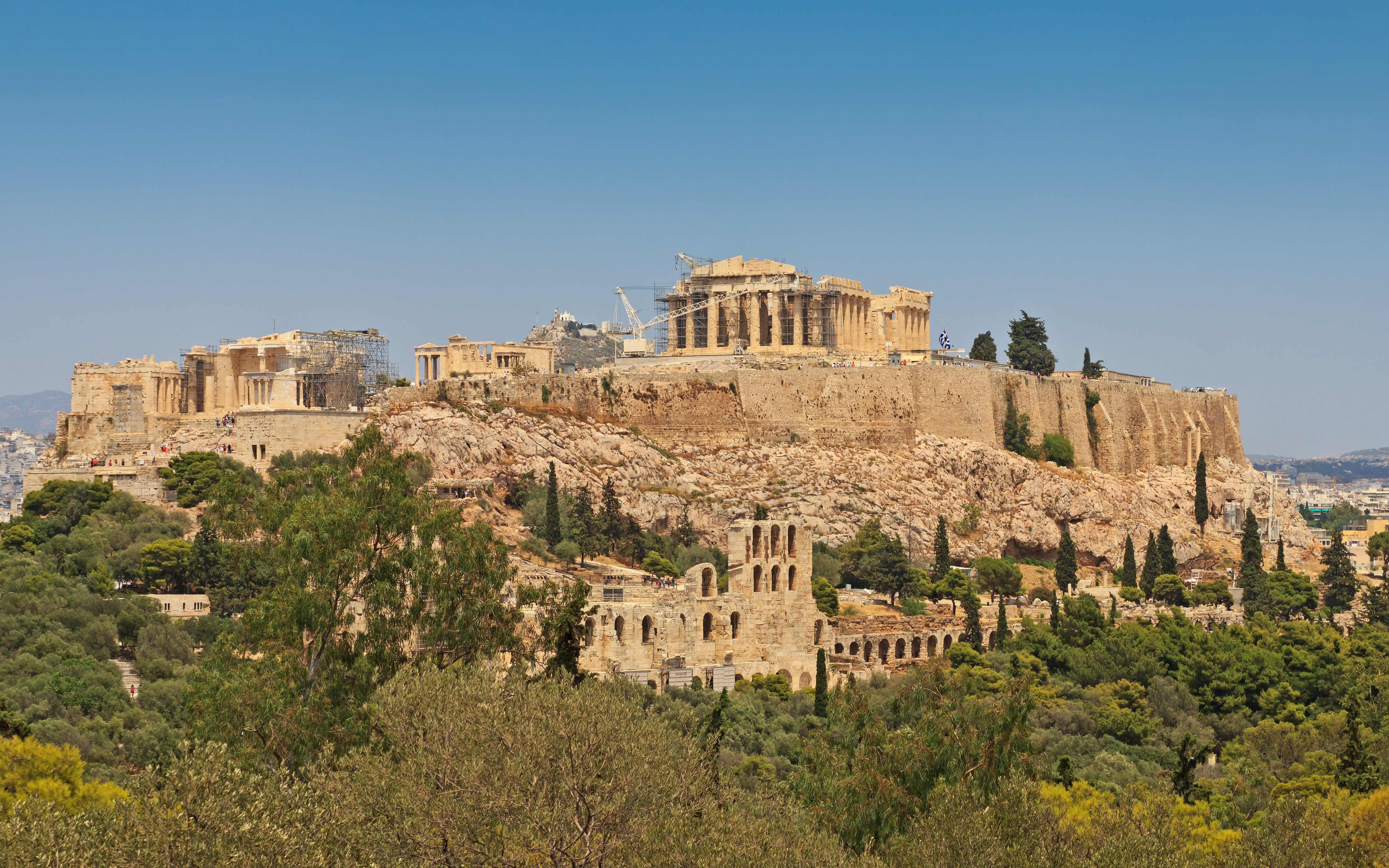
پارتنون، در آکروپولیس آتن، یونان

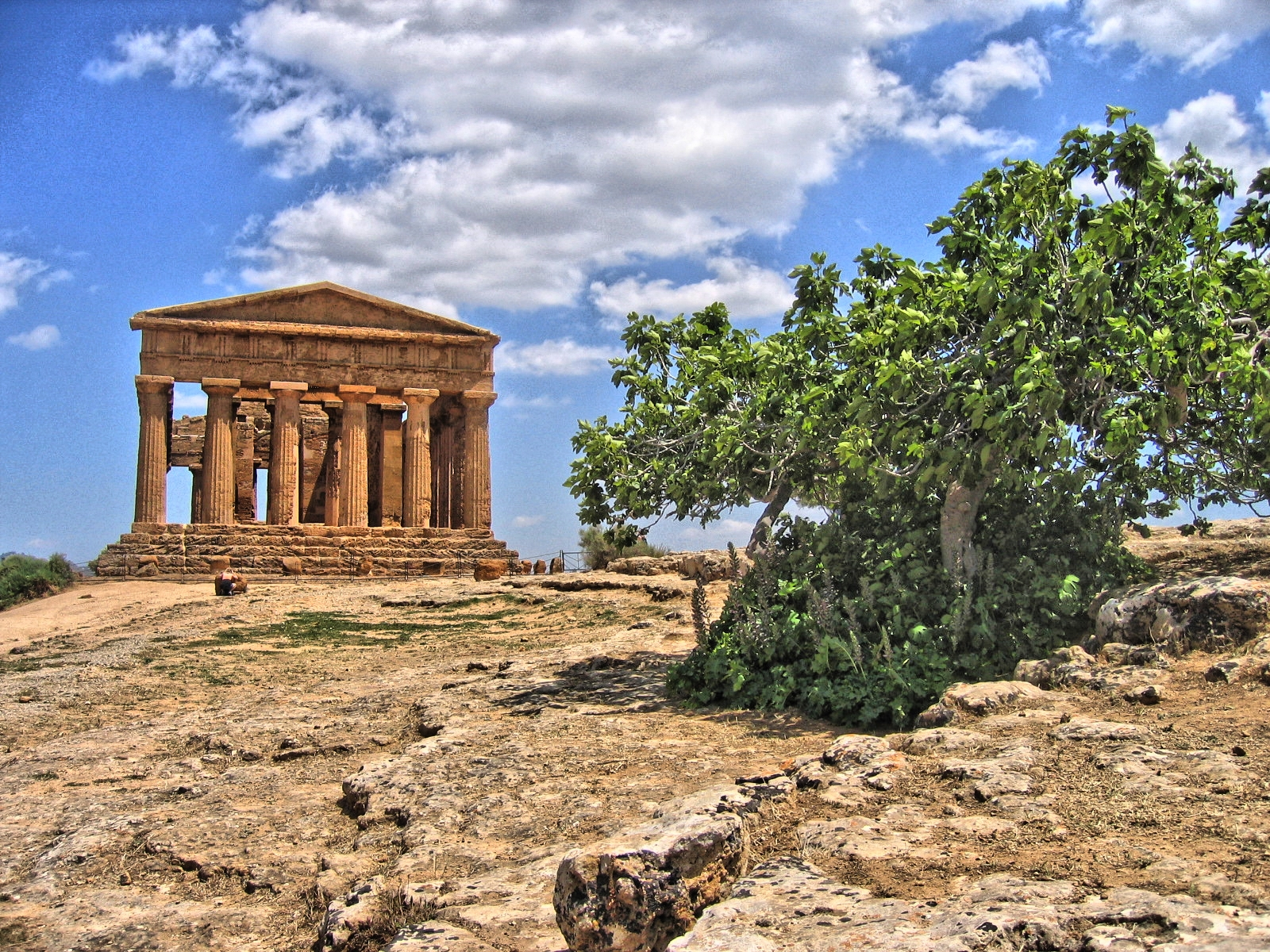
معبد کانکوردیا در آگریگنتو، ایتالیا

معابد باستانی یونان (یونانی باستان: ναός naós "dwelling") به زبان لاتین پرستشگاه است که در یونان باستان پناهگاه مجسمه‌های خدایان یونان در آیین یونانی‌ها بود.
از آنجا که قربانی کردن و آیین‌های خاص خدایان مربوط به آئین یونانی‌ها در خارج از این معابد اتفاق می‌افتاد، این معبدها محدوده بزرگی را در بر می‌گرفت. معابد اغلب برای نگهداری نذری‌های اهدایی مورد استفاده قرار می‌گرفت. این معابد مهمترین و گسترده‌ترین انواع ساختمان سازی در معماری یونان باستان هستند. در سلسله‌های پادشاهی هلنیستی که در جنوب آسیای غربی و شمال آفریقا قرار داشتند، معابدی که برای انجام مراسم مذهبی ساخته‌اند، اغلب به پیروی از سنت‌های محلی ساخته شده‌است، به طوری که تاثیرپذیری معماری معابد یونانی در آنها بارز است. اگر چه معابد به‌طور طبیعی یونانی نیست. این‌ها را می‌توان در پارت، باختر (بلخ) یا در پادشاهی بطلمیوس که از آیین مصر باستان پیروی می‌کردند. اغلب معابد یونانی برای ستاره‌شناسی استفاده می‌شد.